# ンコングサンバ
ンコングサンバ（Nkongsamba）は、カメルーン西部のリトラル州の都市。
州都ドゥアラから北に105km、バンブトス山地の南斜面の標高826mの地点に位置する。
2012年の人口は11万1142人。

## 経済
パームオイル、バナナ及びコーヒーの集散地であり、トランスカメルーン鉄道西部線がドゥアラ港まで連絡している。

## 歴史
19世紀にドイツ領となった。
1911年にはドゥアラまでの鉄道が開通した。
第一次世界大戦後はフランス領カメルーン（東カメルーン）に属した。